# Ministr regionální spolupráce Izraele
Ministr regionální spolupráce (hebrejsky שר לשיתוף פעולה אזורי‎, sar le-šituf pe'ula ezori), označován také jako ministr regionálního rozvoje, je člen izraelské vlády, který stojí v čele izraelského Ministerstva regionální spolupráce. Hlavní agendou ministra je navazovat spolupráci se státy v regionu Středomoří a s Palestinskou autonomií. Spolupráci zprostředkovává také dalším ministerstvům, neziskovým organizacím a akademickým institucím.

## Historie
Funkce byla vytvořena 6. červenc 1999. V říjnu 2003 byla zrušena vládou Ariela Šarona,, v roce 2009 byla obnovena.
| ministr            | strana        | vláda    | funkční období         |
| ------------------ | ------------- | -------- | ---------------------- |
| Šimon Peres        | Jeden Izrael  | 28.      | 06.07.1999–07.03.2001  |
| Cipi Livniová      | Likud         | 29.      | 07.03.2001–29.08.2001  |
| Roni Milo          | Strana středu | 29.      | 29.08.2001–28.02.2003  |
| Silvan Šalom       | Likud         | 32., 33. | 31.03.2009–14.05.2015  |
| Benjamin Netanjahu | Likud         | 34.      | 14.05.2015–26.12.2016  |
| Cachi Hanegbi      | Likud         | 34.      | 26.12.2016–17.05.2020  |
| Gil'ad Erdan       | Likud         | 35.      | 17.05.20120–05.07.2020 |
| Ofir Akunis        | Likud         | 35.      | 05.07.2020–13.06.2021  |
| Ísaví Farídž       | Merec         | 36.      | 13.06.2021–29.12.2022  |
| Jo'av Kiš          | Likud         | 37.      | 29.12.2022–12.02.2023  |
| David Amsalem      | Likud         | 37.      | 12.02.2023–            |